# Sněžinsk
Sněžinsk (rusky: Снежинск) je naukograd a uzavřené město v Čeljabinské oblasti Ruské federace v podhůří Uralu, středisko jaderného výzkumu. Žije zde 50 500 obyvatel (2005). Status města i jméno obdržel Sněžinsk v roce 1993, do té doby sídlo neslo označení Kasli-2 (1957–1959), Čeljabinsk-50 (1959–1966) a Čeljabinsk-70 (1966–1993). Město a celá uzavřená oblast je pod přímou správou Federální agentury pro atomovou energii Rosatom.